# 佐藤昭弘
佐藤 昭弘（さとう あきひろ、1941年 - ）は日本のジャーナリスト、翻訳家。

## 来歴・人物
神奈川県茅ヶ崎市生まれ。神奈川県立平塚高等学校、青山学院大学英米文学部卒業。朝日新聞社に入社し、朝日イブニングニュース｣記者として3年間勤務したのち、米国のAP通信社東京支局記者となる。同社に在籍したまま渡米し、南イリノイ大学に留学。その後、ワシントンポスト外信部にコピーエディターとして採用される。1972年、コロンビア大学ジャーナリズム大学院に進み、修士号を得る。UPI通信社ニュージャージー州支局記者として5年間の勤務を経て、ニューヨークのダウ・ジョーンズ社に入社、｢APダウジョーンズ経済通信｣東京支局長、ニュースエディター、アジア太平洋地域総局長を歴任。
現在はNHKワールドの海外向けニュース番組や政府機関報告書などの翻訳業の他、NHK情報ネットワーク国際研修室講師。
趣味は読書。